# 青岛科技大学
青岛科技大学（简称：青科大，缩写：QUST）是本部位于中华人民共和国山东省青岛市的一所大学，原化学工业部直属重点高校，现为山东省属重点大学、国家“卓越工程师教育培养计划”高校、“山东特色名校工程”应用基础型特色名校重点建设大学，国家“111计划”入选高校，入选山东省高水平大学建设项目“强特色”高校，被社会称为“中国橡胶工业的黄埔军校”。
该校拥有崂山、四方（老校）、高密、济南、中德五个校区，校舍面积92万平方米，图书馆馆藏各类文献资料300万册，固定资产总值28亿元；有教职工2100余人，在校生3万余人，其中博士、硕士研究生3000余人。

## 历史沿革[3]

### 轻工业部上海制药工业学校
- 1952年，上海市东南药科职业学校和广澄药科职业学校收归轻工业部接办，两校合并成立轻工业部医药工业学校，年底，校名改为轻工业部上海制药工业学校。
- 1955年9月迁往沈阳，并入沈阳橡胶工业学校。
- 1958年，青岛第二橡胶厂厂办青岛橡胶工业学院创建（合署）。

### 青岛工艺美术学校
- 1962年，青岛美术专科学校创建。
- 1963年，青岛美术专科学校改建青岛市美术学校。
- 1981年，青岛市美术学校更名青岛工艺美术学校。

### 青岛化工学院

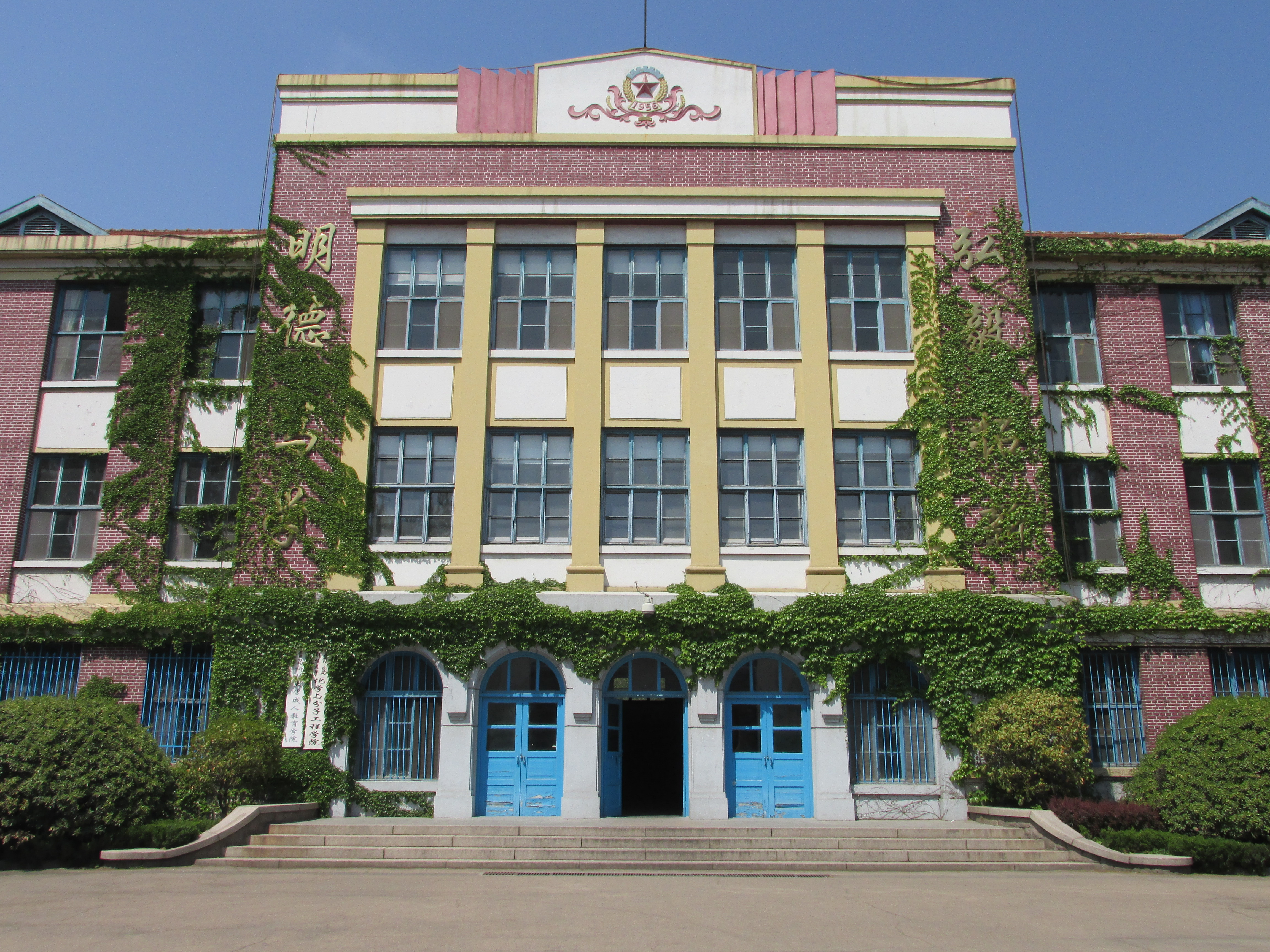
青岛科技大学四方校区，原青岛化工学院校舍

- 1950年9月，工业部轻工管理局正式接办前私立文会中学，改名为轻工业管理局工科高级职业学校。
- 1952年4月，将工业部管理局工科高级职业学校改名为沈阳轻工业技术学校。
- 1952年8月，沈阳轻工业技术学校改名为沈阳轻工业学校。
- 1954年6月，沈阳轻工业学校（纤维造纸工业专业）并入天津造纸工业学校，更名为沈阳橡胶工业学校（国家轻工业部部属）。
- 1955年9月，轻工业部上海制药工业学校并入沈阳橡胶工业学校。
- 1956年上半年，沈阳橡胶工业学校由轻工业部部属调整为化学工业部部属。
- 1956年7月，迁至青岛，改名青岛橡胶工业学校（国家化学工业部部属）。1958年9月2日在青岛橡胶工业学校的基础上，成立山东化工学院。
- 1961年7月青岛第二橡胶厂厂办青岛橡胶工业学校（橡胶工艺和橡胶机械专业）并入山东化工学院。
- 1962年4月18日，山东化工学院改隶属于化学工业部。
- 1965年7月，化工部计划将山东化工学院内迁，原附属中专部仍留原址单独建制，复办青岛橡胶工业学校。
- 1967年，山东化工学院改隶属山东省领导。
- 1968年4月，山东化工学院和青岛橡胶工业学校合并，定名为山东化工学院。
- 1970年10月，山东化工学院改建山东省化工技术学校。
- 1971年，山东省化工技术学校升格山东化工学院。
- 1979年5月，山东化工学院改隶属化学工业部。
- 1980年4月，橡胶工艺专业招收首届硕士研究生2名。
- 1984年9月，山东化工学院更名为青岛化工学院[赵朴初题]。
- 1998年，由原国家化学工业部划转山东省领导。
- 2001年，青岛工艺美术学校并入青岛化工学院 。

### 青岛科技大学
- 2002年3月，经教育部批准更名为青岛科技大学。
- 2003年，青岛化工学院更名为青岛科技大学。
- 2011年，青岛科技大学被国家教育部列入“卓越工程师教育培养计划”高校。
- 2016年，山东省化工研究院并入青岛科技大学，成立青岛科技大学（济南校区）。

## 办学条件

### 院系设置
青岛科技大学设有3个校区27个院系，设有72个本科专业。
| 校区     | 院系                     | 院系                   | 院系                 |
| -------- | ------------------------ | ---------------------- | -------------------- |
| 崂山校区 | 机电工程学院             | 数理学院               | 信息科学技术学院     |
| 崂山校区 | 外国语学院               | 经济与管理学院         | 艺术学院             |
| 崂山校区 | 传媒学院                 | 马克思主义学院         | 法学院               |
| 崂山校区 | 体育教学部               | 中德科技学院           | 国际学院             |
| 崂山校区 | 中德双元工程学院         | 自动化与电子工程学院   | ---                  |
| 四方校区 | 化工学院                 | 化学与分子工程学院     | 高分子科学与工程学院 |
| 四方校区 | 材料科学与工程学院       | 环境与安全工程学院     |                      |
| 四方校区 | 继续教育学院应用技术学院 | 海洋科学与生物工程学院 | ---                  |
| 高密校区 | 机电系                   | 艺术系                 | 外语系               |
| 高密校区 | 化工系                   | 经管系                 | 高材系               |
| 高密校区 | 传播系                   | 自动化系               | 计算机系             |

### 师资力量
学校师资力量雄厚，现有教职工2600余人，其中院士2人、双聘院士8人，中组部“千人计划”3人，中科院“百人计划”人选3人，国家高层次人才特殊支持计划（万人计划）领军人才（教学名师）1人，长江学者1人，国家杰青3人，国家优青2人，国家有突出贡献的中青年专家4人，国家级教学名师奖获得者1人，国家“百千万人才工程”人选3人，全国优秀教师12人，享受国务院政府特殊津贴51人，“泰山学者优势特色学科团队领军人才”2人，“泰山学者”特聘专家（教授）、海外特聘专家和青年专家23人，省级教学名师12人，山东省学科带头人5人，山东省重点学科（实验室）“首席专家”4人，山东省高校十大优秀教师3人，山东省有突出贡献中青年专家34人。
- 两院院士：雷清泉、谢克昌、宋湛谦、陈洪渊、袁　亮、陈　勇、冯守华、蹇锡高、吴伟仁、王   浩
- 千人计划：翟佩斯利
- 杰出青年：李志波、王丹、闫寿科
- 优秀青年：孙静 罗细亮
- 泰山学者：郭庆杰、候万国、杨卫民、张建明、张宝泉、罗细亮、丁锋、汪传生、李镇江、于世涛、贺爱华
- 泰山学者优势特色学科领军人才：李志波
- 万人计划：王永岩
- 全国优秀教师：杨清芝、王光信、马占兴、陈滇宝、赵德玉、傅洵、吴其晔、张军、张元利、汪传生、解从霞
- 国家级教学名师：王光信、吴其晔、杨树勋、傅洵、汪传生、姜真、陈克正、叶庆国、解从霞、李明、何　燕、王兆君
- 长江学者和创新团队发展计划”创新团队1个：生化分析创新团队
- 国家级教学团队：理论力学课程教学团队、化工类专业化学系列课程教学团队
- 省级教学团队：化工类专业化学系列课程教学团队 、工程热力学课程教学团队、机械工程及自动化专业国际化创新型人才培养教学团队、化工设计课程群教学团队  、高分子物理教学科研团队

### 学科建设
截至2016年8月，学校拥有3个博士学位授权一级学科，22个博士学位授权二级学科，5个博士后科研流动站，19个硕士学位授权一级学科，95个硕士学位授权二级学科，7个硕士专业学位类别，11个工程硕士授权领域。
- 山东省一流学科（3个）：材料科学与工程、化学、工程学
- 山东省重点学科（10个）：化学工程、材料物理与化学、化工过程机械、应用化学、材料加工工程、机械设计及理论、材料学、控制理论与控制工程、企业管理重、高分子化学与物理
- 青岛市重点学科（3个）：材料科学与工程、化学工程与技术、动力工程及工程热物理。
- 博士后科研流动站（5个）：材料科学与工程学科、化学工程与技术、化学、机械工程、动力工程及工程热物理
- 博士学位授权一级学科（3个）：材料科学与工程、化学工程与技术、动力工程及工程热物理

| 博士学位授权二级学科（22个） | 博士学位授权二级学科（22个） | 博士学位授权二级学科（22个） | 博士学位授权二级学科（22个） |
| ---------------------------- | ---------------------------- | ---------------------------- | ---------------------------- |
| 高分子化学与物理             | 机械设计及理论               | 化工技术经济及管理           | 材料物理与化学               |
| 材料学                       | 材料加工工程                 | 安全与环境功能材料           | 材料科学计算与经济优化       |
| 工程热物理                   | 热能工程                     | 动力机械及工程               | 流体机械及工程               |
| 工业装备控制工程             | 制冷及低温工程               | 化工过程机械                 | 节能减排信息工程             |
| 生物化工                     | 化学工程                     | 化学工艺                     | 工业催化                     |
| 制药工程                     | 应用化学                     |                              | ---                          |

| 硕士学位授权一级学科（19个） | 硕士学位授权一级学科（19个） | 硕士学位授权一级学科（19个） | 硕士学位授权一级学科（19个） |
| ---------------------------- | ---------------------------- | ---------------------------- | ---------------------------- |
| 应用经济学                   | 马克思主义理论               | 外国语言文学                 | 数学                         |
| 化学                         | 机械工程                     | 材料科学与工程               | 动力工程及工程热物理         |
| 控制科学与工程               | 计算机科学与技术             | 化学工程与技术               | 轻工技术与工程               |
| 环境科学与工程               | 工商管理                     | 美术学                       | 统计学                       |
| 软件工程                     | 安全科学与工程               | 设计学                       |                              |

### 教学建设
截至2016年8月，青岛科技大学有国家级精品课程2门，国家级双语教学示范课程1门，省级精品课程27门。
- 国家级特色专业：应用化学、化学工程与工艺、高分子材料与工程、机械工程及其自动化、过程装备与控制工程。
- 国家级精品课程（2门）：理论力学，高分子物理学
- 国家级双语教学示范课程（2门）：《材料科学导论》

| 省级精品课程（27门）                       | 省级精品课程（27门）                     | 省级精品课程（27门）                       | 省级精品课程（27门）                   |
| ------------------------------------------ | ---------------------------------------- | ------------------------------------------ | -------------------------------------- |
| 化工原理                                   | 通信系统原理                             | 企业管理学                                 | 化工工艺学                             |
| 大学物理                                   | 化工分离工程                             | 工程热力学                                 | 中国近现代史纲要                       |
| 高分子物理与化学课程群(高分子材料流变学)   | 高分子物理与化学课程群(高分子化学)       | 高分子物理与化学课程群(高分子化学与物理)   | 高分子物理与化学课程群(高分子物理实验) |
| 工科基础力学课程群(材料力学)               | 工科基础力学课程群(工程力学)             | 工科基础力学课程群(流体力学)               | 制冷与低温工程精品课程群(传热学)       |
| 制冷与低温工程精品课程群(空气调节)         | 制冷与低温工程精品课程群(制冷原理与装置) | 制冷与低温工程精品课程群(制冷装置及自动化) | 概率论与数理统计(大学公共数学联合课程) |
| 高等数学(大学公共数学联合课程)             | 线性代数(大学公共数学联合课程)           | 材料科学导论(材料物理专业主干课程群)       | 材料科学基础(材料物理专业主干课程群)   |
| 高分子材料加工工艺(材料物理专业主干课程群) | 固体物理(材料物理专业主干课程群)         | 纳米科学与技术(材料物理专业主干课程群)     | ---                                    |

### 对外交流

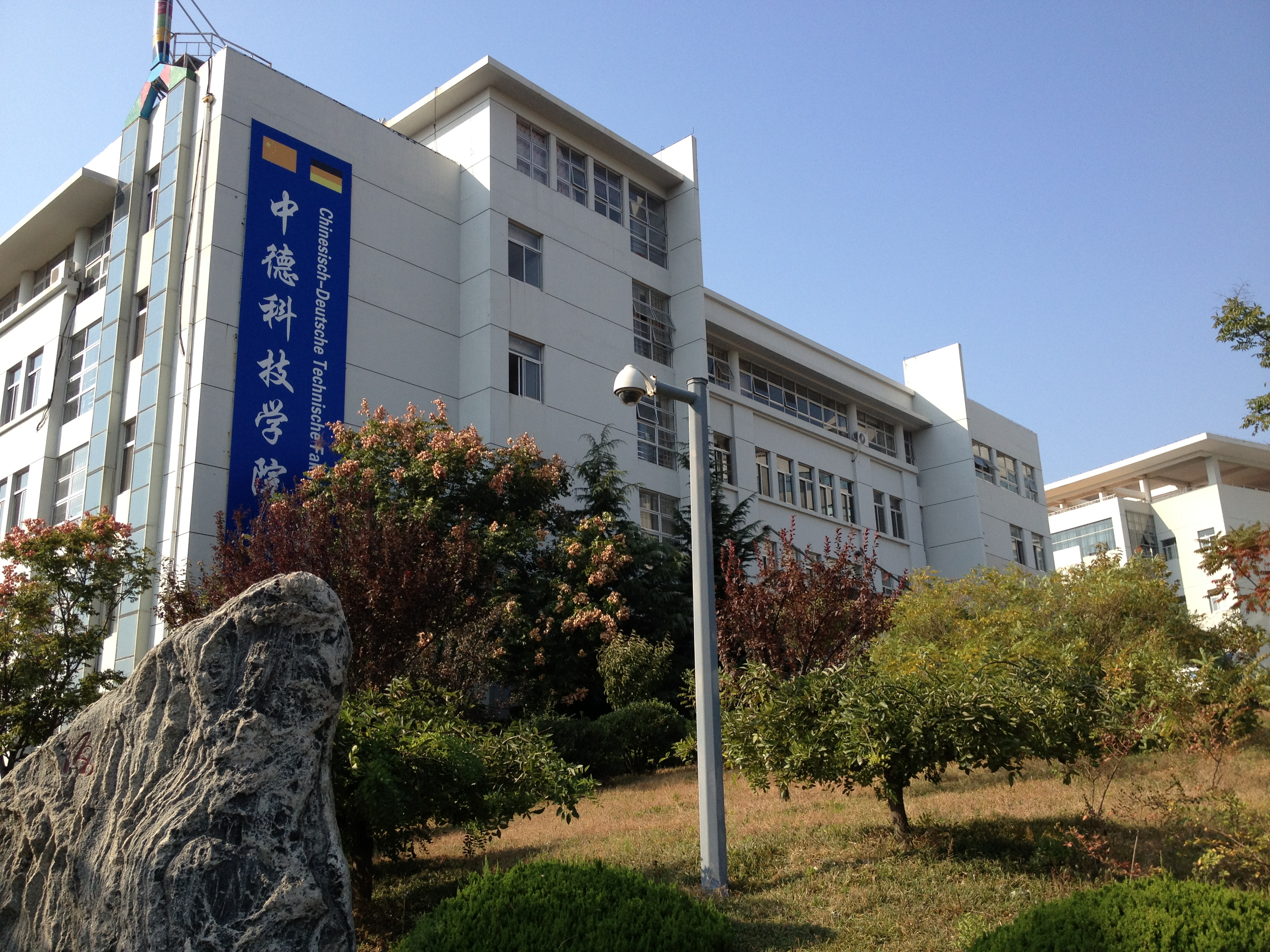
中德科技学院

学校积极推行开放战略和国际化 战略，同德、美、加、法等19个国家和地区的100余所高校开展合作，其中与德国帕德博恩大学合作成立的中德科技学院，纳入中德两国政府间合作项目。在西海岸新区牵头建设中德合作双元制大学，与泰国宋卡王子大学、橡胶谷集团三方共建泰中国际橡胶学院，与德国朗盛、日本阿尔卑斯株式会社等国际知名公司共建研发中心、国际工程师培训中心、学士后流动站、大学生创业中心，联合培养博士、硕士、本科等不同层次人才，逐步完善了国际化教育体系，形成了鲜明的国际化教育特色。
| 专业名称         | 所属院系   | 所属院系                               |
| ---------------- | ---------- | -------------------------------------- |
| 机械工程及自动化 | 中德学院   | 德国帕德博恩大学、科布伦兹应用科技大学 |
| 应用化学         | 中德学院   | 德国帕德博恩大学                       |
| 自动化专业       | 中德学院   | 德国科布伦兹应用科技大学、锡根大学     |
| 机械制造及自动化 | 机电学院   | 韩国汉阳大学、韩国全州大学             |
| 模具设计与制造   | 机电学院   | 韩国汉阳大学、韩国全州大学             |
| 市场营销         | 经管学院   | 加拿大温哥华岛大学                     |
| 工业分析与检验   | 化学院     | 美国特洛伊大学                         |
| 通信技术         | 信息学院   | 法国土伦大学                           |
| 生产过程自动化   | 自动化学院 | 法国勒阿弗尔大学                       |
| 检测技术及应用   | 自动化学院 | 法国勒阿弗尔大学                       |
| 语言培训         | 机电学院   | 美国特洛伊王子学院（马来西亚校区）     |
| 语言培训         | 化学院     | 韩国全州大学                           |
| 语言培训         | 化工学院   | 爱沙尼亚塔林理工大学                   |
| 语言培训         | 经管学院   | 韩国东阳大学                           |
| 语言培训         | 自动化     | 法国勒阿弗尔大学                       |
| 语言培训         | 环境学院   | 马来西亚英迪国际大学                   |

## 学术研究

### 研究机构
学校拥有2个国家重点实验室、工程技术研究中心，1个国家重点实验室培育基地，4个教育部重点实验室、工程技术研究中心，3个国家级国际科技合作基地，4个山东省重点实验室（科技厅），7个山东省“十二五”重点实验室（教育厅），2个山东省重点实验室（发改委），5个山东省工程技术研究中心，1个山东省协同创新中心，10个青岛市重点实验室及工程研究中心。 
| 类别                               | 名称                                                               |
| ---------------------------------- | ------------------------------------------------------------------ |
| 国家重点实验室、工程技术研究中心   | 轮胎先进装备与关键材料国家工程实验室                               |
| 国家重点实验室、工程技术研究中心   | 国家橡胶与轮胎工程技术研究中心                                     |
| 国家重点实验室培育基地             | 生态化工国家重点实验室培育基地                                     |
| 教育部重点实验室、工程技术研究中心 | 橡塑材料与工程教育部重点实验室                                     |
| 教育部重点实验室、工程技术研究中心 | 肿瘤标志物传感分析教育部重点实验室                                 |
| 教育部重点实验室、工程技术研究中心 | 高性能聚合物及成型技术教育部工程研究中心                           |
| 教育部重点实验室、工程技术研究中心 | 混炼工程全国石油和化工行业重点实验室                               |
| 国家级国际科技合作基地             | 材料科学国际科技合作基地                                           |
| 国家级国际科技合作基地             | 聚合物加工技术及其相关热物理科学国际科技合作基地                   |
| 国家级国际科技合作基地             | 数字化橡胶轮胎装备国际科技合作基地（隶属青岛高校软控股份有限公司） |
| 山东省重点实验室（科技厅）         | 山东省塑料高性能化技术重点实验室                                   |
| 山东省重点实验室（科技厅）         | 山东省生化分析重点实验室                                           |
| 山东省重点实验室（科技厅）         | 山东省多相流体反应与分离工程重点实验室                             |
| 山东省重点实验室（科技厅）         | 山东省高分子材料先进制造技术重点实验室                             |
| 山东省“十二五”重点实验室（教育厅） | 高分子材料加工机械实验室（强化建设）                               |
| 山东省“十二五”重点实验室（教育厅） | 生命分析化学实验室（强化建设）                                     |
| 山东省“十二五”重点实验室（教育厅） | 热能工程实验室                                                     |
| 山东省“十二五”重点实验室（教育厅） | 纳米材料工程技术实验室                                             |
| 山东省“十二五”重点实验室（教育厅） | 高性能聚合物实验室                                                 |
| 山东省“十二五”重点实验室（教育厅） | 塑料高性能化技术实验室                                             |
| 山东省“十二五”重点实验室（教育厅） | 清洁化工过程实验室                                                 |
| 山东省重点实验室（发改委）         | 聚合物加工工程实验室                                               |
| 山东省重点实验室（发改委）         | 先进橡胶材料与加工技术工程实验室                                   |
| 山东省工程技术研究中心             | 山东省化工过程工程技术研究中心                                     |
| 山东省工程技术研究中心             | 山东省纳米材料工程技术研究中心                                     |
| 山东省工程技术研究中心             | 山东省塑料高性能化工程技术研究中心                                 |
| 山东省工程技术研究中心             | 山东省天然资源化学利用研究开发中心                                 |
| 山东省工程技术研究中心             | 山东省石油化工行业高分子材料质量检验中心                           |
| 山东省协同创新中心                 | 青岛科技大学绿色轮胎协同创新中心                                   |
| 青岛市重点实验室及工程研究中心     | 青岛市工业信息化技术重点实验室                                     |
| 青岛市重点实验室及工程研究中心     | 青岛市纳米技术重点实验室                                           |
| 青岛市重点实验室及工程研究中心     | 青岛市塑料工程技术研究中心                                         |
| 青岛市重点实验室及工程研究中心     | 青岛市新材料研究重点实验室                                         |
| 青岛市重点实验室及工程研究中心     | 青岛市精细化工工程技术研究中心                                     |
| 青岛市重点实验室及工程研究中心     | 青岛市聚合物加工与循环利用及热物理技术工程研究中心                 |
| 青岛市重点实验室及工程研究中心     | 青岛市化工火灾预防与安全重点实验室                                 |
| 青岛市重点实验室及工程研究中心     | 青岛市页岩油气增产地质与开采工程技术重点实验室                     |
| 青岛市重点实验室及工程研究中心     | 青岛市海洋环境腐蚀与安全防护工程技术中心                           |
| 青岛市重点实验室及工程研究中心     | 青岛科技大学计算机与化工研究所                                     |

### 科研成果
据官网2016年8月显示，该校先后获得15项国家技术发明奖、国家科技进步奖、杜邦科技创新奖，2011年以来科研经费连续5年过亿元，累计达到9亿元。通过科研成果转化或提供核心技术支撑而上市的公司已经达到了五个，分别是软控股份有限公司、烟台万华集团有限公司、赛轮股份有限公司、青岛金王集团、青岛海力威新材料科技股份有限公司。该校于2009年、2011年在山东省产学研工作会议上，连续两次被评为“山东省产学研合作创新突出贡献高校”，“青科大模式”，并被国务院研究室《决策参考》、中央电视台《新闻联播》《焦点访谈》等以典型经验和做法进行报道。

### 学术资源
- 馆藏资源

据2016年8月青岛科技大学图书馆显示，该校有崂山校区、四方校区和高密校区图书馆及5个院系资料室组。高密校区图书馆2013年底启用。三校区馆藏文献295.62万册，中外文数据库39个。
- 学术刊物

《青岛科技大学学报》是国家新闻出版总署批准的正式出版物，是青岛科技大学中文核心期刊,中国科技核心期刊，中国高校优秀科技期刊，全国石油和化工行业优秀期刊，全国高校优秀编辑质量奖科技期刊，华东地区优秀期刊，山东省优秀期刊，《CAJ-CD规范》执行优秀期刊。

## 知名校友

### 党政军届
- 王忠禹：全国政协常务副主席、国务委员、国务院党组成员，国务院秘书长、机关党组书记，中央国家机关工委书记、前国家行政学院院长 副国级
- 李炳军：国务院办公厅副主任 前朱镕基总理办公室主任现任江西省副省长 副部级
- 王重农：前湖北省政协常务副主席副部级
- 孙承军：中国人民解放军总后勤部部长助理、少将 正军级
- 王福通：中国酒泉卫星发射中心试验技术部主任、高级工程师、少将 正军级
- 华敬东：世界银行国际金融公司（IFC）副总裁兼司库
- 刘玉岐：国务院国资委规划发展局副局长
- 陈好智：原化工部橡胶司 副司长
- 李宁宁：发改委工业司 副司长
- 徐国华：新疆建设厅党组书记
- 魏青松：天津市安监局 副局长
- 陈继协：原山东省化工厅副厅长
- 徐怀堂：威海市监察局原局长
- 张四同：山东省国有资产监督管理委员会监事会主席
- 翟金勇：国资委国有企业监事会专职监事
- 周燕明：东营市人大常委会党组书记
- 满郭强：潍坊市政协副主席、总工会主席
- 刘世光：青岛市人大常委会财经委员会副主任
- 李淑芳：威海市政协副主席
- 于建樵：山东省科学技术厅副巡视员

### 企业界
- 王天普：中国石油化工集团公司副董事长、总裁、总经理 副部级
- 鞠洪振：中国橡胶工业协会会长、前中联橡胶（集团）总公司、总经理、董事长
- 傅向升：中国化工集团党委副书记 兼任中国昊华化工（集团）总公司总经理、党委书记
- 王传祯：著名的辐射加工专家、现任北京三强核力辐射工程技术有限公司董事长、中国同位素与辐射行业协会辐射加工专业委员会副主任、“劳伦斯奖”首位华人得主
- 赵志全：十届全国人大代表、全国劳动模范、全国十大杰出青年企业家山东鲁南制药集团股份有限公司董事长兼总经理
- 汪海：双星集团总裁兼党委书记
- 丁建生：烟台万华聚氨酯股份有限公司董事长、首席技术专家兼总经理、2008年度国家科技进步一等奖获得者
- 景新海：首届“中国软件企业十大领军人物”，“中国十大科技英才”中创软件工程股份有限公司董事长兼总裁
- 袁仲雪：山东省工商联合会副主席、软控集团董事长
- 华敬东：国际金融公司（IFC）副总裁兼司库
- 李伟：ITAT集团董事长
- 刘裕平：上海裕浩轮胎有限公司 董事长
- 王军：瑞士欧瑞康集团公司中国区总裁
- 程一祥：中国化学工业桂林工程公司党委书记、董事长
- 单国玲：三角集团有限公司副董事长，技术开发中心总工程师、2007年度国家科技进步一等奖获得者
- 滕方迁：乐凯华光印刷科技有限公司总经理、党委书记、2011年毕升奖获得者
- 李建奎：万华集团董事长、党委书记
- 曹希波：亚星集团董事长兼总经理
- 黄国忠：锦湖轮胎中方总经理
- 李明：青岛海湾集团有限公司总经理、党委副书记并兼任青岛海晶化工集团有限公司董事长、党委书记
- 朱国有：无锡市贝尔特胶带有限公司董事长兼总经理
- 许光：中国石化北京燕山石化公司 党委副书记、纪委书记
- 申向阳：中国石化上海石油公司副总经理
- 赵培录：中国石化山东石油分公司党委书记
- 吕亮功：中国石化济南分公司经理
- 夏季祥：中国石化济南分公司副经理
- 王浩水：中国石化齐鲁股份有限公司总经理
- 赵德元：中国石化第十建设公司副经理、副书记
- 张绍光：中国石化齐鲁分公司副总经理
- 郑季骅：中国石化福建石油公司政工办主任
- 王红晨：中国石油乌鲁木齐石化公司炼油厂厂长
- 邹忠厚：中国重汽集团公司副总经济师、中国重汽集团济南桥箱公司董事长、党委书记、总经理
- 陈殿禄：华电国际电力股份有限公司副董事长、山东省鲁信投资控股集团有限公司副总经理
- 张兴华：兰陵集团总经理
- 刘浩：青岛海信房地产股份有限公司董事长
- 邹玉军：青岛高科热力有限公司总工程师
- 李强：半岛都市报业发行有限公司总经理
- 张宇：兰州航宇实业有限公司董事长
- 徐春元：雅克尔商务网总裁
- 徐维欣：中国化工新材料公司党委书记
- 李长珍：山东民生煤化有限公司 总经理、高工
- 韩平安：银川佳通轮胎公司副总经理
- 傅任平：桂林橡胶机械厂副厂长、党委副书记兼纪委书记
- 张代铭：山东新华制药股份有限公司董事长
- 杜德清：山东新华制药股份有限公司副总经理
- 许伟才：山东百圣源集团总裁
- 孙永奎：兖矿国泰化工公司副总经理
- 胡沙娃：云南省印刷物资公司总经理
- 张景宏：济宁阳光煤化有限公司总经理
- 许振英：青岛益青药用胶囊有限公司执行总经理
- 王继文：山东蓝星东大化工有限责任公司董事长、党委书记
- 胡泽跃：四川亚西橡塑机器有限公司常务副总经理
- 刘力扬：桂林翔宇橡胶机械开发制造有限责任公司总经理
- 李枫：四川天华股份公司总经理

### 教育科研界
- 朱庆芳：原人力资源和社会保障部人事科学研究院常务副院长，研究员，院学术委员会主任
- 台震林：第三届“中国十大杰出青年”安徽省农化新技术研究所所长，高级工程师
- 顾洗心：神舟飞船配套组件产品设计师 辽宁省优秀专家
- 常大勇：神七宇航员舱外航天服橡胶系列产品主设计师
- 冯恩波：加拿大石油公司总工程师
- 王春凡：天津渤海化工集团规划设计院院长
- 王飞跃：中国科学院自动化研究所副所长、中国科学院复杂系统与智能科学重点实验室主任、研究员、博士生导师。兼任西安交通大学软件学院院长、亚利桑那大学复杂系统高等研究中心主任和中美高等研究与教育中心主任 IFAC国际自动控制联合会委员会主席 2007年中科院院士增选有效候选人
- 吕宝粮：上海交通大学计算机科学与工程系教授、博士生导师
- 俞志明：中国科学院海洋研究所海洋生态与环境科学重点实验室主任、博士生导师，兼任中国环境科学学会海洋环境专业委员会主任
- 范仁德：中国橡胶协会会长
- 高维平：吉林化工学院院长
- 修学峰：中国磷肥工业协会秘书长
- 梁建敏：原化工部行业指导司协会管理处处长、首创证券有限责任公司研究总监
- 牟善军：中国石化安全工程研究院副院长
- 江宏：中国石油乌鲁木齐石化公司研究院总工程师展
- 董秀琴：沈阳三橡轮胎有限责任公司总工程师
- 张代林：安徽工业大学化学工程系主任、化学与化工学院教授
- 吕庆淮：临沂大学化学与资源环境学院教授、临沂市联合生物化学工程研究所所长
- 李海泉：山东省化工规划设计院院长
- 崔彦章：广州橡胶行业协会秘书长
- 刘言：山东省石油化学工业协会会长
- 王守伦：潍坊学院院长
- 张明森：北京化工研究院副总工程师兼基础研究部主任、国家禁止化学武器公约履约研究室主任和全国化学标准化委员会副主任委员、北京化工研究院学位委员会副主席
- 丁福：原中国造纸学会机械浆及新闻纸专业委员会主任，吉林省造纸学会理事长，吉林省轻工质量管理协会副理事长，吉林市科学技术协会副主席
- 王家兴：山东省化工协会副会长
- 姜学连：滨州医学院附属医院中西医结合科教授、主任医师
- 朱大为：全国橡胶塑料设计委员会副主任 全国橡塑机械信息中心高级顾问
- 陈立江：山东省教育学院副院长
- 陈明海：中国石油和化工自动化协会秘书长
- 王广前：西北橡胶塑料研究设计院 党委书记、副院长
- 李纬：中国国际贸易促进委员会哈尔滨分会副会长
- 韩先满：湖南铁路科技职业技术学院党委副书记、副院长

### 文化艺术界
- 叶兆信：山东省新闻美术家协会主席
- 张成：河北省青年书画家协会会长、省少儿书画家协会主席、河北省文化厅当代书画院副院长
- 郑惠民：中国书画研究院青岛创作中心副院长、国家一级美术师、青岛国画院副院长
- 吴林：菏泽市美术馆副馆长、菏泽市少儿书画院副院长
- 张涛：国家一级美术师、山东省美术家协会副秘书长、济宁市美术家协会主席、济宁市群众艺术馆书记
- 周清：著名砂画创始人和砂画艺术专利获得者、天一圆书画院院长
- 东泽：中国著名现代抽象水墨画家、一级美术师
- 房新泉：中国美术家协会会员、北京当代水墨画研究院院长、国家一级美术师
- 刘清远：山东省优秀律师 山东天和人律师事务所主任
- 刘世骏：高级工艺美术师、一级美术师、青岛市美术家协会副主席、青岛花鸟画研究院院长、青岛中山书画院常务副院长
- 董栗序：资深企管顾问、实战型培训专家、上海派恩企业管理咨询有限公司总经理
- 任曹钧：德衡律师集团事务所证券法部主
- 封思孝：山东建筑工程总公司工会主席、国家一级美术师
- 张德娜：烟台市美术家协会副主席
- 王鸿翔：青岛出版社美编室主任
- 鹿林：中国抽象艺术家、中国抽象艺术联盟副主席
- 李伟：山东淄博山水画研究院副院长
- 王忠义：中国文物学会文物修复委员会会员,山东省画院高级画师，国家一级美术师
- 慕安亮：著名画家、北京霍金科技有限公司艺术顾问
- 何振峰：鹊华书画院院长
- 刘希斌：中国传统工艺大师、山东省工艺美术协会制砚石刻专业委员会副主任
- 冯滨：山东省烟台艺术学校美术科副主任
- 徐良：作词、作曲、演唱、混缩等一手包办的全能型歌手
- 刘敏：青岛八号仓库网络科技有限公司创始人（数据分析师 新浪微博社区委员会成员）
- 莫言：当代作家、中国首位诺贝尔文学奖获得者（客座教授）

## 现任领导
据2022年5月学院官网显示，学校主要领导分工如下：
| 职务       | 姓名                           |
| ---------- | ------------------------------ |
| 党委书记   | 李兴伟                         |
| 党委副书记 | 陈克正 张淑华 张鸿波           |
| 校长       | 陈克正                         |
| 副校长     | 刘光烨 李勇 吕万翔 丁林 李志波 |

## 校园文化

### 学校标识

#### 校徽
1. 等边六角形的外形，内外两圈形似苯环，意寓青岛科技大学是在原化工学院基础上发展壮大的，体现了历史的继承性；
2. 内环中的中英文“青岛科技大学”字样（中文为手写体，英文为黑体），含指今日之科大必将成为名牌大学，走向世界的雄心壮志；
3. 中间的校标形似展翅飞翔的海燕，表现自强刚健、敢为人先的学校精神，海燕形，也意寓青岛科大培养的学生，像海燕勇敢坚强、乐观自信、富有朝气、搏击向上。海燕型校标已作为青岛科大的象征，在广大师生员工和校友中留下了深刻的印象。因而，保留在新校徽中以校标“QUST”形成的海燕的基本形状，强化了海燕形象的气质特征；
4. “1950”数字表示青岛科技大学的创建年代可追溯至沈阳轻工业学校。
5. 校徽颜色可根据使用环境确定，亦可为全色。

#### 校训
- 明德、笃学、弘毅、拓新

#### 校歌
| 《青春校园》 作词：张克良作曲：印青 这里有江河也有海洋，每一滴水珠都闪耀光芒； 这里有群星也有太阳，每一寸光阴都千金难量。 明德笃学，志存高远，这是我梦中笑醒的地方。 争春的花木吐露芳菲，幽静的小路伸向远方。 伴矫健海燕千里风浪，我理想的航船从这里启航。 这里是高山也是殿堂，每一步登攀都无限风光； 这里是校园也是疆场，每一次拼搏都令人神往。 弘毅拓新，承载希望，这是我梦中笑醒的地方。 林荫路荡漾青春歌声，教学楼闪烁万点灯光。 伴矫健海燕千里风浪，我憧憬的人生从这里飞翔。 |

## 现有校区

### 崂山校区

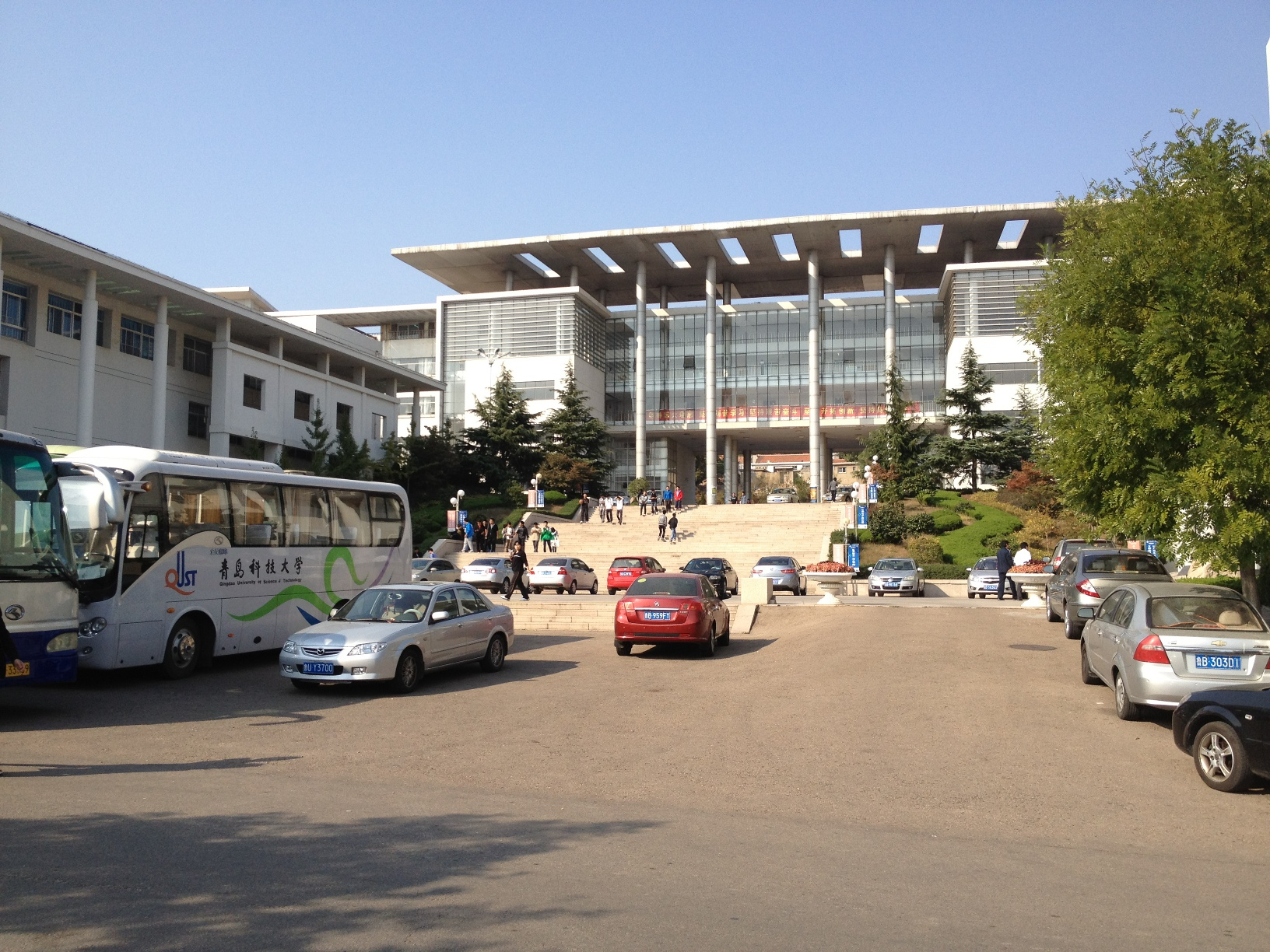
崂山校区

崂山校区位于崂山区松岭路69号，邮政编码266061，地处石老人国家旅游度假区内，依山傍海，风光秀丽，占地2000余亩，现有校舍建筑面积30余万平方米。

### 四方校区
四方校区位于郑州路53号，邮政编码266042，为原青岛化工学院校舍，绿树成荫、文化气息浓厚，占地553.7亩，现有校舍建筑面积30余万平方米。

### 高密校区
高密校区位于高密市杏坛西街1号，邮政编码261500，地处政治经济商业中心，毗邻南湖植物园，环境优美、风景秀丽，占地800亩，建筑面积22.8万平方米。

### 济南校区
济南校区位于济南市文化东路80号。原为山东省化工研究院，始建于1958年，是山东省最大的综合性化学化工技术研究与开发单位，2016年被整建制并入青岛科技大学。